# مينغ كيبا
مينغ كيبا هي فتاة نيبالية، سجلت في موسوعة غينيس للأرقام القياسية عام 2009 كأصغر متسلقة جبال تتسلق جبل إفرست. فقد وصلت قمة الجبل في 24 أيار (مايو) هام 2003 عندما كان عمرها 15 عاماً مع شقيقها مينغما غيولا وشقيقتها لابكا.
ومع أن القانون النيبالي لا يسمح للمتسلقين دون 16 عاماً بتسلق إيفرست، إلا أن مينغ وعائلتها تسلقوا الجبل من الجانب الصيني.